# Superliga de Futsal de 2009
A Superliga de Futsal de 2009 foi a quarta edição da competição, que ocorreu de 3 até 7 de março. O evento foi sediado na cidade de Concórdia, Santa Catarina, contando com 8 equipes participantes.
A Associação Desportiva Jaraguá que enfrentou a equipe Cresspom na final, sagrou-se a campeão após vencer a partida pelo placar de 5 a 2.

## Regulamento
A Superliga foi realizada com a participação dos últimos campeões de cada
uma das Ligas Regionais, da Divisão Especial da Taça Brasil Adulta Masculina, da Liga
Futsal e de uma equipe da cidade sede habilitada pela CBFS e foi disputada em três etapas:
- Etapa Classificatória;
- Etapa Semifinal;
- Etapa Final.[4][5]

Os grupos da competição foram formados da seguinte forma:
Grupo A
- Sediante;
- Campeão da Liga Nacional;
- Campeão da Liga Sudeste;
- Campeão da Liga Nordeste.

Grupo B
- Campeão da Liga Sul;
- Campeão da Taça Brasil;
- Campeão da Liga Centro-Oeste;
- Campeão da Liga Norte.[4][5]

Etapa classificatória
Os oito cubes participantes são distribuídos em dois grupos, "A" e "B"; as equipes jogam entre si, dentro dos seus determinados grupos, em sistema de rodízio simples.
Etapa Semifinal
Esta etapa é disputada pelas quatro equipes melhores classificadas na etapa anterior, quando ocorrem os seguintes cruzamentos:
1° colocado do grupo "A" X 2° colocado do grupo "B"
1° colocado do grupo "B" X 2° colocado do grupo "A"
Etapa final
Esta etapa é disputada em uma única partida, entre as equipes vencedoras da Etapa semifinal. O vencedor desta etapa será considerado o Campeão da Superliga de Futsal de 2013.
Critérios de desempate
Ao final de cada fase da Superliga, havendo igualdade do número de pontos ganhos, para o desempate, são considerados os seguintes critérios em sua determinada ordem de eliminação:
1º - Prevalecerá o resultado do confronto direto na fase (somente em caso de empate em pontos ganhos entre duas equipes);
2º - Índice Técnico em todas as Fases (maior quociente da divisão do número de pontos ganhos pelo número de jogos - proporcionalidade);
3º - Gol Average (o número de gols marcados dividido pelo número de gols sofridos, classifica a equipe que obtiver o maior quociente) das equipes empatadas, considerando todos os resultados obtidos em todas as fases;
4º - Maior média de gols marcados em todas as fases (número de gols assinalados divididos pelo número de jogos);
5º - Menor média de gols sofridos em todas as fases (número de gols sofridos dividido pelo número de jogos);
6º - Maior saldo de gols na fase (diferença entre os gols assinalados e os gols sofridos);
7º - Menor média de cartões vermelhos recebidos (número de cartões vermelhos dividido pelo número de jogos);
8º - Menor média de cartões amarelos recebidos (número de cartões amarelos dividido pelo número de jogos);
9º - Sorteio.

## Participantes
| Equipe         | Cidade                  | Estado | Títulos        |
| -------------- | ----------------------- | ------ | -------------- |
| AA Esmac       | Belém                   | PA     | 0 (não possui) |
| Concórdia      | Concórdia               | SC     | 0 (não possui) |
| Copagril       | Marechal Cândido Rondon | PR     | 0 (não possui) |
| Cresspom       | Brasília                | DF     | 0 (não possui) |
| Farroupilhense | Farroupilha             | RS     | 0 (não possui) |
| Horizonte      | Horizonte               | CE     | 0 (não possui) |
| Malwee/Jaraguá | Jaraguá do Sul          | SC     | 2 (2005, 2006) |
| V&M/Minas      | Belo Horizonte          | MG     | 0 (não possui) |

## Local dos jogos

Localização de Concórdia em Santa Catarina.

A IV Superliga de Futsal foi disputada na cidade de Concórdia. A arena escolhida para realizar os jogos foi o Ginásio Centro de Eventos Concórdia, que tem a capacidade de abrigar 2,8 mil espectadores. O piso utilizado na quadra é o flexivel removivel com malha de vidro (geflor).

## Classificação

### Grupo A
| Pos. | Equipe         | Pts | J | V | E | D | GP | GC | SG |
| ---- | -------------- | --- | - | - | - | - | -- | -- | -- |
| 1    | Malwee/Jaraguá | 9   | 3 | 3 | 0 | 0 | 12 | 3  | +9 |
| 2    | Horizonte      | 4   | 3 | 1 | 1 | 1 | 9  | 6  | +3 |
| 3    | V&M/Minas      | 2   | 3 | 0 | 2 | 1 | 5  | 10 | -5 |
| 4    | Concórdia      | 1   | 3 | 0 | 1 | 2 | 7  | 14 | -7 |

### Grupo B
| Pos. | Equipe         | Pts | J | V | E | D | GP | GC | SG  |
| ---- | -------------- | --- | - | - | - | - | -- | -- | --- |
| 1    | Cresspom       | 6   | 3 | 2 | 0 | 1 | 11 | 10 | +1  |
| 2    | Farroupilhense | 4   | 3 | 1 | 1 | 1 | 12 | 6  | +6  |
| 3    | Copagril       | 4   | 3 | 1 | 1 | 1 | 8  | 5  | +3  |
| 4    | AA Esmac       | 3   | 3 | 1 | 0 | 2 | 9  | 19 | -10 |

## Finais
|  | Semifinais     | Semifinais     | Semifinais |          |                | Final          | Final | Final |  |
|  |                |                |            |          |                |                |       |       |  |
|  | Cresspom       | Cresspom       | 4          |          |                |                |       |       |  |
|  | Cresspom       | Cresspom       | 4          |          |                |                |       |       |  |
|  | Horizonte      | Horizonte      | 3          |          |                |                |       |       |  |
|  | Horizonte      | Horizonte      | 3          |          | Malwee/Jaraguá | Malwee/Jaraguá | 5     |       |  |
|  |                |                |            |          | Malwee/Jaraguá | Malwee/Jaraguá | 5     |       |  |
|  |                |                | Cresspom   | Cresspom | 2              |                |       |       |  |
|  | Malwee/Jaraguá | Malwee/Jaraguá | Cresspom   | Cresspom | 2              | 2              |       |       |  |
|  | Malwee/Jaraguá | Malwee/Jaraguá |            |          |                |                |       |       |  |
|  | Farroupilhense | Farroupilhense | 1          |          |                |                |       |       |  |

## Artilharia
| 6 gols (1) - Falcão (Malwee/Jaraguá) 5 gols (1) - Mistura (Cresspom) 4 gols (2) - Lenísio (Malwee/Jaraguá) - Dito (Cresspom) 3 gols (6) - Duda (Concórdia) - Ari (Malwee/Jaraguá) - Munin (Cresspom) - Bebeto (Farroupilhense) - Adeirton (Horizonte) - Fábio (Horizonte) 2 gols (11) - Mário (Concórdia) - Jotinha (AA Esmac) - Biolay (AA Esmac) - Cabreúva (Malwee/Jaraguá) - Humberto (Malwee/Jaraguá) | 2 gols (continuação) - Maurinho (Cresspom) - Dyego (Copagril) - Dilvo (Copagril) - Valdin (Farroupilhense) - Caio Junior (Farroupilhense) - Flavio (Horizonte) 1 gol (31) - Roger (Concórdia) - Gabi (Concórdia) - Juninho (AA Esmac) - Max (AA Esmac) - Dile (AA Esmac) - Rato (AA Esmac) - Beto (AA Esmac) - Andrey (Malwee/Jaraguá) - Chico (Malwee/Jaraguá) - Fabão (Cresspom) - Tiago (Cresspom) - Magno (Cresspom) | 1 gol (continuação) - Rafinha (Copagril) - Biro (Copagril) - Marquinhos (Copagril) - Donny (Copagril) - Poletto (Farroupilhense) - Rafael (Farroupilhense) - Alisson (Farroupilhense) - Ricardinho (Farroupilhense) - Lucas Teixeira (Farroupilhense) - Valmir (Farroupilhense) - Marcio Gasolina (Horizonte) - Abideu (Horizonte) - Rude (Horizonte) - Leandro (Horizonte) - Diego Belém (V&M/Minas) - Augusto (V&M/Minas) - Dieguinho (V&M/Minas) - Pixote (V&M/Minas) - Guto (V&M/Minas) |

## Premiação
| Superliga de Futsal de 2009        |
| Santa Catarina                     |
| ---------------------------------- |
| Malwee/Jaraguá Campeão (3º título) |